# Tachigali micrantha
Tachigali micrantha là một loài thực vật có hoa trong họ Đậu. Loài này được (L.O. Williams) Zarucchi & Herend. miêu tả khoa học đầu tiên năm 1993.